# Brian Oldfield
Brian Ray Oldfield (ur. 1 czerwca 1945 w Elgin w Illinois, zm. 26 marca 2017 tamże) – amerykański lekkoatleta, specjalista w pchnięciu kulą. W roku 1975 ustanowił nieoficjalny rekord świata w pchnięciu kulą 22,86 m. Rekord nie został uznany oficjalnie, ponieważ Oldfield nie uzyskał wyniku w zawodach spełniających odpowiednie wymogi regulaminowe. Wobec tego jako aktualny rekord pozostawał cały czas wynik 21,82 m Ala Feuerbacha (USA) ustanowiony 5 maja 1973 roku w San Jose. W roku 1972 na olimpiadzie w Monachium zajął 6. miejsce w konkursie pchnięcia kulą. W roku 1984 w San Jose na mityngu Bruce Jenner Invitational ustanowił oficjalny rekord USA wynikiem 22,19 m.
W 1989 roku Oldfield wystąpił jako Mongo w filmie Savage Instinct, który później zmienił nazwę na They Call Me Macho Woman! Film nie odniósł sukcesu.
Zmarł 26 marca 2017 z powodu niewydolności serca.

## Rekordy życiowe
źródło:.
| Miejsce | Wynik   | Miejsce     | Data             | Wynik w historii |
| ------- | ------- | ----------- | ---------------- | ---------------- |
| hala    | 21,64 m | Albuquerque | 24 stycznia 1981 |                  |
| stadion | 22,86 m | El Paso     | 10 maja 1975     | 8.               |